# Duchess of York (Schiff)
Die Duchess of York war ein 1929 in Dienst gestellter Ozeandampfer der kanadischen Reederei Canadian Pacific Steamship Company, der für die Beförderung von Passagieren und Fracht zwischen Kanada und Großbritannien eingesetzt wurde. Ab 1940 diente die Duchess of York als alliierter Truppentransporter im Zweiten Weltkrieg, bis sie am 11. Juli 1943 vor Spanien von deutschen Seeaufklärern angegriffen und am darauf folgenden Tag von einem Zerstörer der Royal Navy versenkt wurde.

## Passagierschiff

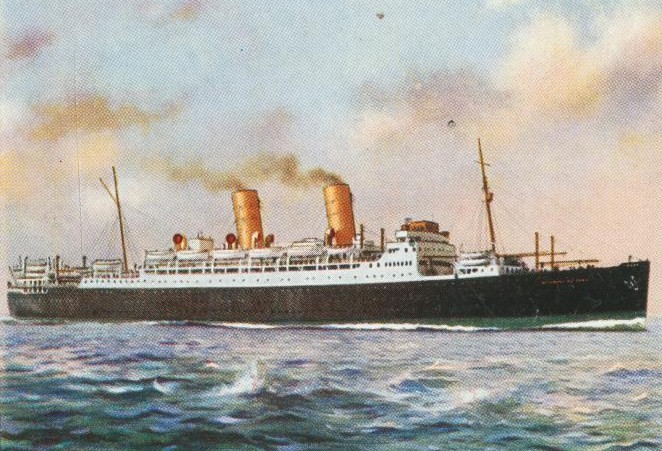
Postkarte

Das 20.021 BRT große Dampfturbinenschiff Duchess of York wurde auf der Werft John Brown & Company in Clydebank bei Glasgow unter dem Namen Duchess of Cornwall auf Kiel gelegt. Als sie am 28. September 1928 vom Stapel lief, wurde sie jedoch zu Ehren von Elizabeth Bowes-Lyon, Duchess of York, auf den Namen Duchess of York getauft. Das Schiff war 183,18 Meter lang, 22,92 Meter breit und hatte einen maximalen Tiefgang von 12,7 Metern. Es wurde von sechs Dampfturbinen angetrieben, die auf zwei Propeller wirkten und 3748 nominale Pferdestärken leisten konnten. Die Höchstgeschwindigkeit lag bei 18 Knoten (33,3 km/h).
Die Duchess of York gehörte der Duchess-Klasse von Ozeandampfern der Canadian Pacific Steamship Company an, die Ende der 1920er Jahre in Dienst gestellt wurden. Die anderen drei waren die Duchess of Atholl (1928), die Duchess of Bedford (1928; ab 1947 Empress of France) und die Duchess of Richmond (1929; ab 1947 Empress of Canada). Weil sie bei schwerer See auffällig rollten, wurden die Schwesterschiffe auch „The Drunken Duchesses“ (deutsch: „Die betrunkenen Herzoginnen“) genannt.
Das Passagier- und Frachtschiff wurde für den Verkehr zwischen Großbritannien und Kanada gebaut. Am 22. März 1929 lief die Duchess of York in Liverpool zu ihrer Jungfernfahrt nach Saint John in New Brunswick aus und  machte auf der Fahrt Halt in Belfast (Nordirland) und Greenock (Schottland). Bis zum Kriegsbeginn blieb dies ihre typische Route. 1930 stellte das Schiff einen neuen Rekord auf, als es die Strecke von Liverpool nach Saint John in sechs Tagen, 22 Stunden und 14 Minuten bewältigte. Neben ihrer normalen Strecke unternahm die Duchess of York in den Jahren 1931 und 1932 auch Fahrten von New York nach Bermuda und lief auch Hamburg, Antwerpen und Southampton an.
Der erste Kapitän des Schiffs von 1929 bis 1934 war der hoch dekorierte Handelsschiff-Commodore Ronald Niel Stuart (1886–1954), der für seine Verdienste im Ersten Weltkrieg mit mehreren Orden ausgezeichnet worden war. Er wurde später Kapitän der Empress of Britain (1931; 42.348 BRT).

## Truppentransporter
Nachdem die Duchess of Atholl und die Duchess of Bedford bereits 1939 von der britischen Admiralität als Truppentransporter eingezogen worden waren, erfolgte dies mit der Duchess of York und der Duchess of Richmond 1940. Die Duchess of York absolvierte drei Fahrten von Liverpool nach Kanada, bis sie am 1. Juni 1940 nach Norwegen geschickt wurde, um 4000 britische Soldaten und Zivilisten zu evakuieren. Am 21. Juni 1940 transportierte sie 3000 deutsche Kriegsgefangene nach Kanada, darunter Franz von Werra. Kurz danach brachte sie 1100 Flüchtlingskinder nach Kanada.
Später fuhr das Schiff mit Angehörigen der französischen Fremdenlegion nach Brest und danach nach Saint-Nazaire, um 5.000 britische Soldaten und Krankenschwestern vor Bombenangriffen zu retten. Ihr nächster Einsatz führte die Duchess of York als Teil des Geleitzuges WS 3 über Kapstadt nach Sues, wonach sie mit Verstärkungstruppen nach Singapur weiterfuhr. Danach folgten zwei Fahrten von Liverpool nach Indien und sechs Versorgungseinsätze im Rahmen der Operation Torch.
Am 7. Juli 1943 lief die Duchess of York unter dem Kommando von Kapitän William George Busk-Wood, OBE, in Glasgow nach Greenock aus, von wo sie am 8. Juli als Teil des Konvois „Faith“ (Glaube) nach Freetown in Sierra Leone ablegte. Der Geleitzug bestand aus den Truppentransportern Duchess of York und California, dem Versorgungsschiff Port Fairy und den Zerstörern Douglas und Iroquois als Geleitschutz. Am 9. Juli kam noch die Fregatte Moyola hinzu.
Am Abend des 11. Juli 1943 wurde der Konvoi etwa 300 Seemeilen westlich von Vigo an der Nordwestküste Spaniens von drei Seeaufklärern des Typs Focke-Wulf Fw 200 („Condor“) des Kampfgeschwaders 40 angegriffen. Die Duchess of York und die California wurden von Bomben getroffen und gingen in Flammen auf. Beide Schiffe wurden von ihren Mannschaften verlassen. Am Folgetag, dem 12. Juli, wurden beide Schiffe von der Douglas versenkt, (Lage) um keine U-Boote anzulocken. Von den über 600 Männern an Bord der Duchess of York kamen 34 ums Leben. Die restlichen Schiffe des Konvois wurden mit der Fregatte Swale als Begleitschiff nach Casablanca geschickt, aber noch am selben Tag erneut von zwei deutschen Condors bombardiert, wobei die Port Fairy schwer beschädigt wurde. Insgesamt kamen bei den Angriffen auf den Konvoi über 100 Menschen um.
Die Duchess of York war das letzte Schiff, das die Canadian Pacific Steamship Company durch die Achsenmächte im Zweiten Weltkrieg verlor. Sie gehört zudem zu den zehn größten im Zweiten Weltkrieg von den Deutschen versenkten alliierten Schiffen.